# Вечірки
Вечі́рки — село в Україні, у Пирятинській міській громаді Лубенського району Полтавської області. Населення становить 382 особи за переписом 2001 р. Колишній орган місцевого самоврядування — Березоворудська сільська рада.

## Географія

### Розташування
Село Вечірки розташоване на лівому березі річки Перевід, за 35 км від Пирятина. Вище за течією на відстані 5 км розташоване село Білошапки (Прилуцький район). Нижче за течією на відстані 5 км розташоване село (хутір) Червоне. На протилежному від Вечірок березі Переводу розташоване велике село Березова Рудка. Недалеко від Березової Рудки та Вечірок знаходиться село Крячківка.

### Природа
Село розміщене на пагорбі, котрий здіймався над навколишньою територією на 12 метрів. Із західного боку пагорб був оточений широкою на той час річкою Перевод. Із північної та південної сторін — надійно захищений непрохідними болотами. На південному сході — ліс, а у північно-східному напрямку — довгий, півколом, ставок, за яким також тягнувся ліс. І лише вузький шлях на схід, котрий тягнувся єдиним похилим схилом, відкривав вільний доступ до навколишнього світу. Завдяки такому досконалому природному захисту це місце було привабливим для поселення ще у древні часи. І наші пращури не обминали його, свідченням чого є знайдені археологами залишки черняхівської культури II—VI століття.
Це місце є просто-таки класичним прикладом для демонстрації критеріїв вибору місця для поселення у древніх русичів.
Та чудовий захист від ворогів був не єдиним достоїнством цього села. Навколишні ліси давали гриби, ягоди, дичину; річка щедро постачала рибу; прекрасний рясно зволожений чорнозем віддавав багаті урожаї зернових, а молочно-білі тумани і такі близькі мерехтливі зорі народжували красу в душах вечірківців.

## Походження села і назви
Засноване село Вечірки не пізніше XVII століття як вільне козацьке село. Хоча археологічні дані свідчать про те, що давні поселення тут існували вже у скіфські часи та в бронзову добу.
Існує дві версії походження назви села Вечірки. Одна з них — що в добу кріпацтва тут проживали волелюбні предки, які, незважаючи на нелегке життя, вміли і співати, і жартувати. Пісні з молодіжних вечорниць (вечірок) часто розносились навкруги. З вечірньої пісні і село стало іменуватися Вечірки. За іншим тлумаченням, біля майбутнього села надвечір зупинився гурт мандрівників. Вони розвели багаття, заночували. Прибульцям сподобаласть місцевість, де ще не ступала панська нога, й вони оселилися тут назавжди. Оскільки це відбувалося вечірньої пори, то й поселення назвали Вечірки.

## Історія
До 1709 р. село належало прилуцькому полковнику Дмитру Горленку, пізніше — генералу Вестосі, потім — поміщикам Андрузьким. Останні лишили у спадок сільчанам збудовану за селом за власний кошт лікарню, яка служила людям понад сто років. Цікаво, що лікарню Андрузькі побудували саме за селом, вважаючи, що з часом село розростеться і вона опиниться в центрі. Але цього не сталося. Лікарня діяла до початку XXI століття, коли була закрита і нині повністю розібрана.
12 червня 2020 року, відповідно до розпорядження Кабінету Міністрів України № 721-р «Про визначення адміністративних центрів та затвердження територій територіальних громад Полтавської області», село увійшло до складу Пирятинської міської громади.
19 липня 2020 року, в результаті адміністративно - територіальної реформи та ліквідації Питятинського району, село увійшло до складу новоутвореного Лубенського району.

## Населення
Згідно з переписом УРСР 1989 року чисельність наявного населення села становила 374 особи, з яких 161 чоловік та 213 жінок.
За переписом населення України 2001 року в селі мешкали 382 особи.

### Мова
Розподіл населення за рідною мовою за даними перепису 2001 року:
| Мова       | Відсоток |
| ---------- | -------- |
| українська | 98,92 %  |
| російська  | 0,81 %   |
| інші       | 0,27 %   |

## Релігія
Також у Вечірках була побудована церква Успіння Пресвятої Богородиці 1848 р., яка існує і діє і донині. За числом це була третя церква у Вечірках.
У давніх документах зазначено, що Успенська церква, дерев'яна, в одній будові з дзвіницею, побудована в 1848 році, ремонт проведено в 1911 році з прибудованою дзвіницею, квартира священика — 5 кімнат, заробітна плата священика становила 300 карбованців, псаломщика — 100 карбованців, землі при церкві — ЗО десятин; прихожан при церкві: привілейованого стану — 9, міщан — 13, козаків — 719, селян — 406. Священик — А. Степанович, псаломщик — М. Лонгінов, церковний староста — Д. Цибань.

## Пам'ятки
У зводі пам'яток Пирятинського району записані наступі об'єкти:
- Поселення І, рання залізна доба, пізнєсередньовіччя ПОСЕЛЕННЯ (археол.)
- Поселення II, епоха бронзи, пізнє середньовіччя (археол.)
- Поселення III, епоха бронзи, пізнє середньовіччя (археол.)
- Курганний могильник (археол.)
- Курган І (археол.)
- Курган II (археол.)
- Курган III (археол.)
- Курган IV (археол.)
- Братська могила військовополонених (1941), жертв нацизму, пам'ятний знак полеглим землякам (1957) (іст.)
- Церква Успіння Пресвятої Богородиці (Успенська церква) (архітектура)

## Особистості
В селі народилися і жили:
- Андрузький Георгій (Юрій). Народився 1827 р. — дата смерті невідома. Відомий вчений, поет та громадський діяч. Був членом Кирило-Мефодіївського братства, прибічником федерації слов'янських народів. Він належав до революційно-демократичного крила товариства, очолюваного Т. Г. Шевченком. Автор «Конституції республіки». Андрузький відображав долю закріпаченої України. В 1847 році його заарештували і зіслали під нагляд в Казань, а потім — у Петрозаводськ. За написання статті «Конституція Республіки» він був ув'язнений у Соловецькому монастирі, де відзначився при обороні монастиря від нападу англійської ескадри. Його поезія позначена впливом Тараса Шевченка;
- Сербин Федір Петрович — Герой Радянського Союзу, льотчик. (13.07.1919 — 03.04.1999 рр.) Закінчив Харківське авіаційне училище, з перших до останніх днів війни воював на різних фронтах, мав багато нагород. Штурман ескадрильї 80-го гвардійського бомбардувального авіаційного полку 1-ї гвардійської бомбардувальної авіаційної дивізії 2-ї повітряної армії 1-го Українського фронту, гвардії старший лейтенант. Після війни займав командні пости в різних авіачастинах, полковник.
- Цибань Петро Федорович — Герой Радянського Союзу, офіцер-зв'язківець, гвардії лейтенант. (05.10.1909 — 22.11.1943). Був командиром взводу зв'язківців 120 гвардійського стрілецького полку 39-ї Барвенківської стрілецької дивізії 8-ї гвардійської армії 3-го Українського фронту. Загинув на Дніпрі восени 1943 р.;
- Новохатько Леонід Михайлович — 12-ий Міністр культури України, доктор історичних наук, активіст Партії регіонів.
- Стефанович Василь Автономович — археолог, краєзнавець, музейний діяч, представник уманської археологічної школи.

## Історія мовою документів
Село Вечірки трапляється в 1632 році на карті французького інженера Боплана, який проживав в Україні. Спочатку це було вільне козацьке село.
В 1708—1725 роках «Село Вечірки давечче войсковое во владении бывшего полковника Прилуцкого Дмитрия Горленка; а по измене Мазепы селом завладел гетьман Скоропадский; а ныне владеет гетьманова Скоропадская госпожа Толстая; а ныне село утверждено универсалом сыну Горленковому Андрею» /Хроника событий из истории сёл Пирятинского района Полтавской области. «Украинский архив» том (4) ст. 40, 103—106.
1732 року подаровано генералу Вестаху, у ньому 36 дворів (А.Маркович «Дневниковые записи», ст. 398).
В 1737 році подаровано графу Мініху (там же, ст.152).
В 1740 році в Вечірках діє школа, навчається 8 учнів (Ревизная книга Лубенского полку в 1740 р.).
В 1741 році відписана на імператорський двір (А.Маркович «Дневниковые записи», ст.152).
В 1787 році побудована Успенська церква, обновлена в 1848 році (Горленко «Старинные церкви Полтавской епархии»).
Дані із архіву Лубенського полку (Український архів, т. ІУ, Київ, 1931, ст.29, 40, 48, 103, 106) підтверджують, село Вечірки давніше від села Березова Рудка і версії про заснування села Вечірки кріпосними селянами із села Березова Рудка відпадають, оскільки села Березова Рудка на той час ще не існувало. В архіві значиться, що село Вечірки «давнее войсковое (42 двора) во владении бывшего полковника Прилуцкого Дмитрия Горленка; а по измене Мазепы оным селом завладелъ гетьман Скоропадский, а ныне гетьманова Скоропадская госпожа Толстая владеет…» (ст.40, 103—106)
Село Вечірки — козаче село і Марії Толстой було передано по указу Малоросійської Колегії від 13.06.1727року.
З Вечірок родом кобзар Антин (журнал «Киевская старина», 1882 рік, Август, ст.262).
В с. Вечірках в 1787 році — 399 душ казенних козаків. (Описання Київського намісництва 70-80рр. 18 століття)
За статистичними даними за 1889 рік у Вечірках: Дворів — 172
Чоловіків — 484 душ
Жінок — 487 душ
Всього — 971 душ
Грамотних: чоловіків — 28, жінок — 2, всього — 30
В церковному архіві значиться, що населення в с. Вечірки в 1831 році становило: Чоловічої статі — 354
Жіночої статі — 419
Всього — 773 особи
На 1913 рік в с. Вечірки нараховано 180 дворів із населенням 836 чоловік, з них поміщиків та панків — 3 двори, куркулів — 8 дворів, середняків — 26 дворів, малоземельних і безземельних селян — 143 двори.
Більшість малоземельних і безземельних селян змушені були працювати в економіях поміщика Закревського та в місцевих панів. З місцевих поміщиків були: Веспертинський, Єрмак, Андрузький, Свириденко, які мали від 80 до 140 га землі.

## Історія
Ким і коли засноване це невеличке село на березі Переводу, звідки походить його назва — про ці та деякі інші штрихи з його цікавої історії й розповідає уродженець Вечірок Василь Стефанович, який колись був членом науково-методичної ради при Уманському краєзнавчому музеї. Рукопис датований 1 березня 1959 року.
| Історія с. Вечірок давно мене цікавила, і хотілося розсунути завісу минулого, щоб дізнатися, коли почало своє існування село, хто його заснував і хто були перші жителі. Приступаючи до збору даних, мені довелося зустрітися з неабиякими ускладненнями. Якби збереглися історичні дані, то і мови б не було про труднощі. Але я не мав друкованих джерел і факти довелося черпати з розповідей старожилів, котрі, на моє щастя, зберегли дещо в своїй слабенькій пам'яті. Правда, деякі дані я почерпнув із церковного архіву, який, на жаль, глибокої давнини не охоплював, притому не відрізнявся особливою повнотою. Розповідають, нібито основні документи згоріли під час пожежі в отця Олексія Лонгінова. А з тих, що залишилися, цінніші забрані деякими священиками, зокрема вказують на отця Григорія Каневського. Буцімто, у час, як Каневський був священиком, у Вечірках при церкві знаходився якийсь указ чи грамота графа Розумовського. Після його уходу цього документа при церкві не виявилося. За переказами, Каневський взяв його собі або ж відіслав у Київський музей. Багато цікавих фактів з історії села повідомили мені колишній титулярний радник І. І. Ільєнко і дід Савка (Цибань). За деякими переказами, історія с. Вечірки нібито бере свій початок з часів закріпачення селянства. Після нього селяни були позбавлені можливості вільно переходити з одного місця на інше, від одного поміщика до другого, як це робили вони раніше. Як тільки рознеслася вість про прикріплення селян до землі, деякі з них, що жили в Березовій Рудці, вирішили тікати. Пізно ввечері вони перебралися через болото на другий берег Переводу і поселилися на шпилі (на кінці півострова). Все це відбулося пізнього вечора, і село одержало назву Вечірки. (Однак, за іншими даними, село Вечірки більш давнє, ніж село Березова Рудка.) Побутує й таке твердження, яке, я вважаю, найменш вірогідне. У Вечірках жив колись поміщик Веспертинський. Латинське слово „веспер“ — означає вечір. Від прізвища поміщика і походить назва села. Яку з названих версій вважати більш правдоподібною — вирішити важко і немає ніяких даних, на основі яких можна було б прийти до єдиного висновку. У всякому разі, заселення цієї місцевості — напівострова, на якому розташовані Вечірки, треба віднести за кількасот років тому. Одне достеменно, що Вечірки в своїй історії мають два періоди: історію хутора й історію села. Перетворення хутора на село пов'язано з будівництвом першої церкви. Нинішня церква вважається третьою. Дані, що стосуються побудови церков, я почерпнув з церковного опису за 1828 рік. Там сказано так: „…настоящая церковь построена 1783 году иждевением прихожан и по числу вторая, одноглавая, покрыта белою жестью и шелевкой, внутри выбелена мелом, отдельно от колокольни. Колокольня построена в 1815 году, двухярусная, покрыта белою жестью и шелевкой; на ней колокол: один в одинадцать пудов, другой вылитый в 172 и два маленьких“. Друга церква проіснувала до 1848 року, коли на тому самому місці було зведено за числом третю церкву. Розповідають, що особливо діяльну участь в її будівництві брали Л. В. Андрузький і дворянин М. Є. Мізько. Перший допомагав грішми, а другий пожертвував одну десятину дубового лісу в Дуброві. Першим священиком при церкві святого Успенія був місцевий козак Григорій Мізько, другим — його зять Стефан Нісходовський. Священик Стефан Нісходовський згадується в одній Євангелії, котра і тепер є при церкві. Там написано так: „В марте, 24 дня, 1744 года к церкви Успения с. Вечорок купил Евангелие Клим Ильенко при священнике Стефане Нисходовском“. За переказом, К. Г. Ільєнко був першим церковним старостою при першій церкві. Окрім цього Євангелія, є ще друга того ж часу з написом „Месяца июня, 24 дня, 1752 года куплено Евангелие Матроной Семеновой Сушенковой“. На обкладинці зверху напис: „Сие Евангелие сооружено рабом Божим Иоаном Петровым до храму Успения в с. Вечорки“. Заслуговує уваги ще одна з старожитниць — колишній жертовник першої церкви з зображенням на одному боці Авраама, що приносить Ісаака в жертву, а на другому — напис: „Обновился святой жертвенник сей до храму Успения пресвятой Богородицы в с. Вечорки старанием и коштом молодыков и всех прихожан того же села 1767 г., 3 дек.“. Будучи священиком, син Стефана Нісходовського Григорій Стефанів замінив своє прізвище на Стефановича. Від нього й бере початок прізвище Стефановичів. Як позначено у записах архіву Лубенського полку, с. Вечірки „давнее воинское“, до 1709 року належало прилуцькому полковнику Дмитру Горленку. Після того, як він примкнув до гетьмана Мазепи, Вечірками заволодів гетьман Скоропадський. На Вечірки претендував також генерал Вейсбах, але за указом Малоросійської колегії від 13.06.1627 р. володіння с. Вечірками перейшло до дочки Скоропадського Марії Толстої. У с. Вечірках і на хуторі Бубновщина знаходилась Харлампієва пустинь, що, очевидно, належала Ладинському жіночому монастирю. За цими даними, с. Березова Рудка заснована в степу гетьманом Скоропадським. На цій підставі можна вважати, що Вечірки давніші за Березову Рудку. Декілька слів про річку Перевод, яка в районі Вечірок і Крячківки з обох сторін має круті, високі береги. Вечірки розташовані на довгому півострові, причому берег від Білошапок крутий, а в деяких місцях обривистий. На болоті є острів Високе, покритий лісом. Берег на острові з боку Білошапок також обривистий. Береги на вечірківському півострові з боку Крячківки і на острові Високе біля Вечірок пологі. Що це означає? Круті, а місцями обривисті береги річки підмивала вода Переводу, який в сиву давнину був багатоводний із швидкою течією. Впродовж тисячоліть вода поступово підмивала береги, і вони стали крутими й обривистими. Місцевість вздовж Переводу колись була вкрита густими лісами. Про це нагадує лише назва села Дубовий Гай на річці Перевод. В парках колишніх поміщиків Закревських в Березовій Рудці і князя Долгорукого в Теплівці росли дуби в декілька обхватів. Ці парки є оазисами колишніх великих лісів. Хочу повідати про чудове місце, де закінчувалася гребля по той бік Переводу — Пристань. Тут річка найближче підступає до вечірківського півострова, і, можливо, за давніх часів була переправа через річку Перевод. Потім з'явилося болото, а в пам'яті людей залишилася назва Пристань. Під Вечірками є археологічні пам'ятники. Будучи ще студентом, в 1913 році я розкопав одну могилу в Густих. Там виявилося скіфське поховання жінки. Біля скелета знайшов бронзове дзеркало, яке розташоване в Уманському музеї, і намисто з дрібних намистинок. Крім цього, житель Вечірок П. К. Бичкар виорав в Солонцях частину кремнієвого серпа, що чудово зберігся. Мій батько придбав його і передав мені. Знахідка знаходиться в музеї. Дзеркало і намисто відносяться до VI–VII століття до нової ери, а частина серпа — до бронзової доби, що засвідчує давні поселення людей поблизу Переводу. |

## Галерея

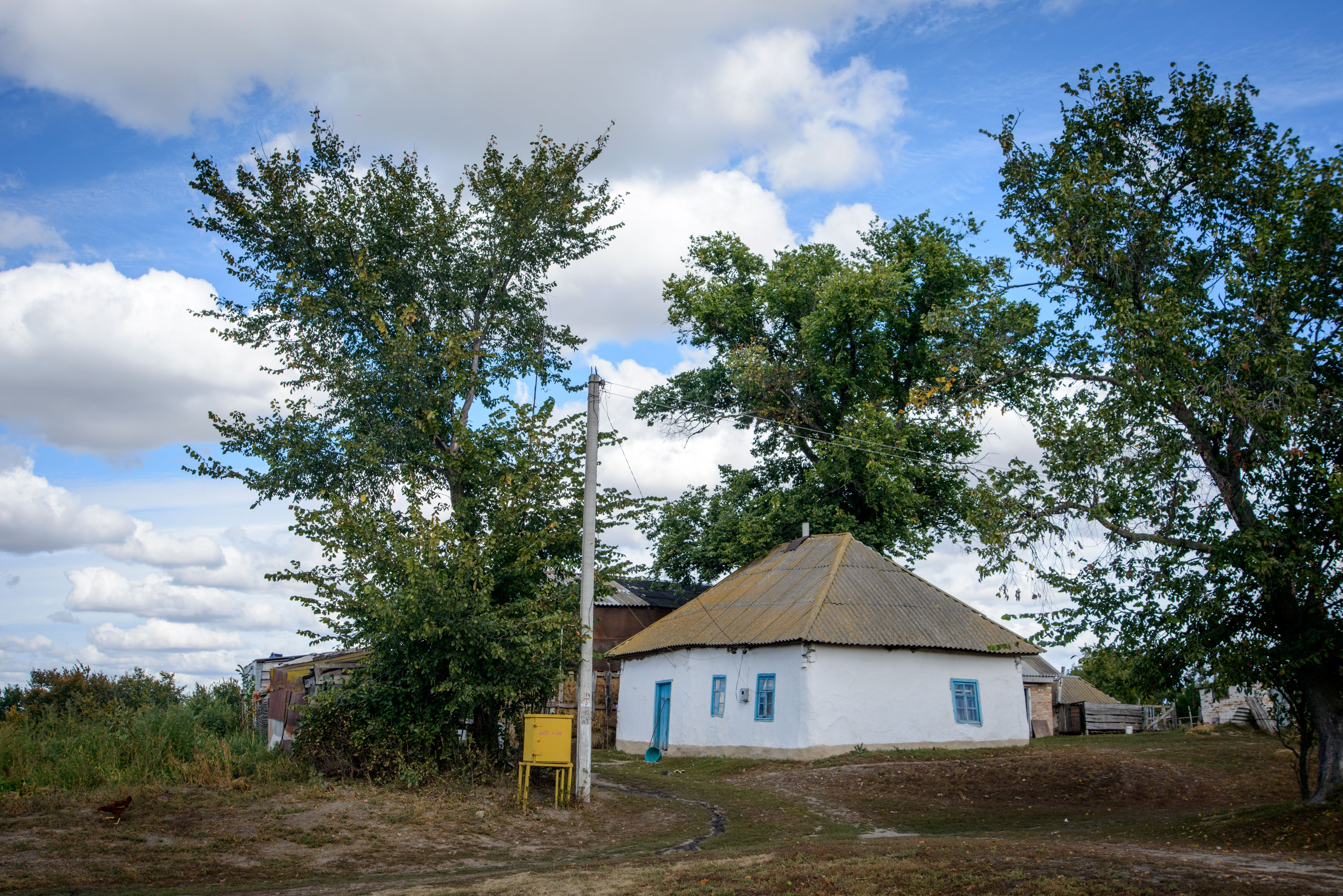
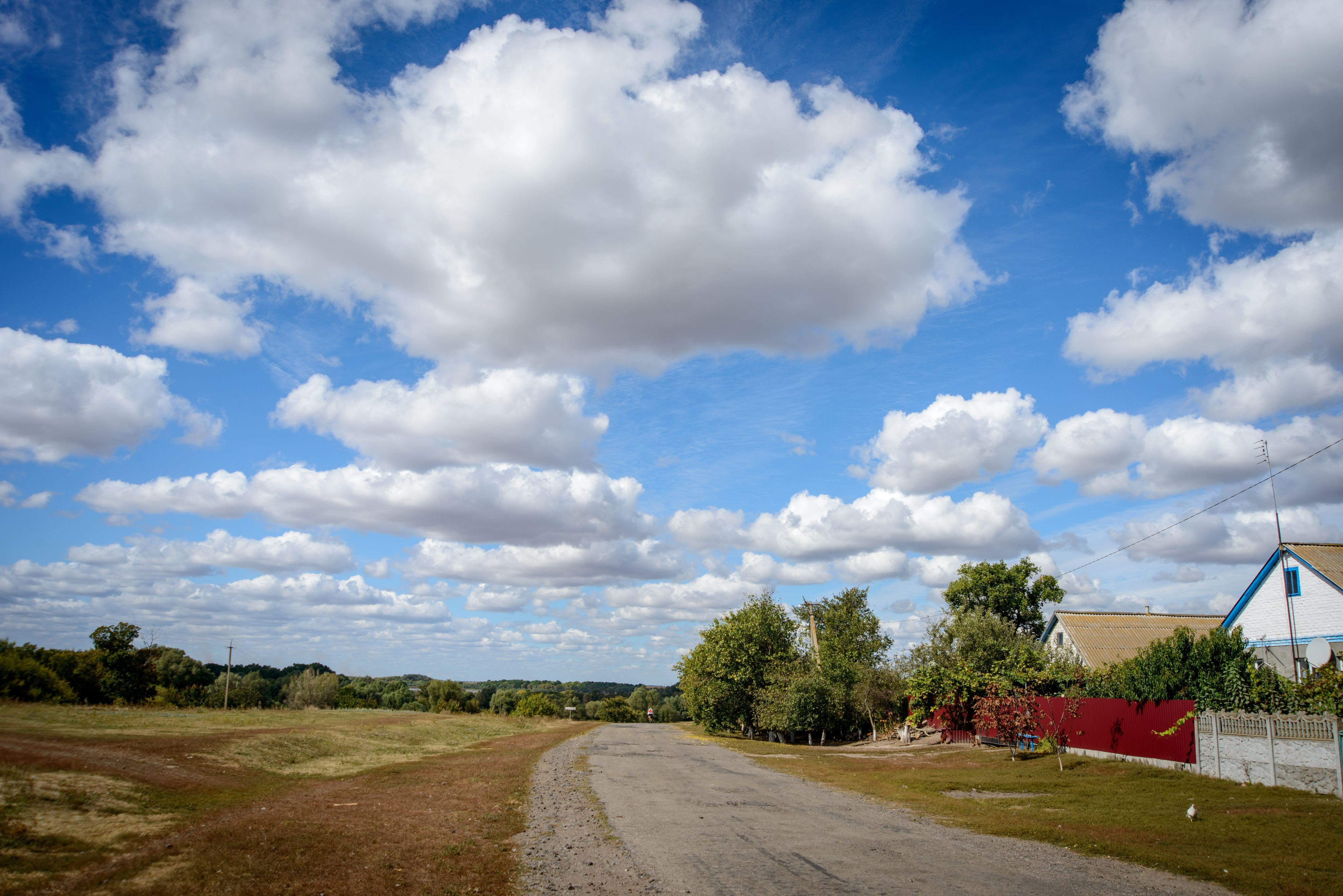
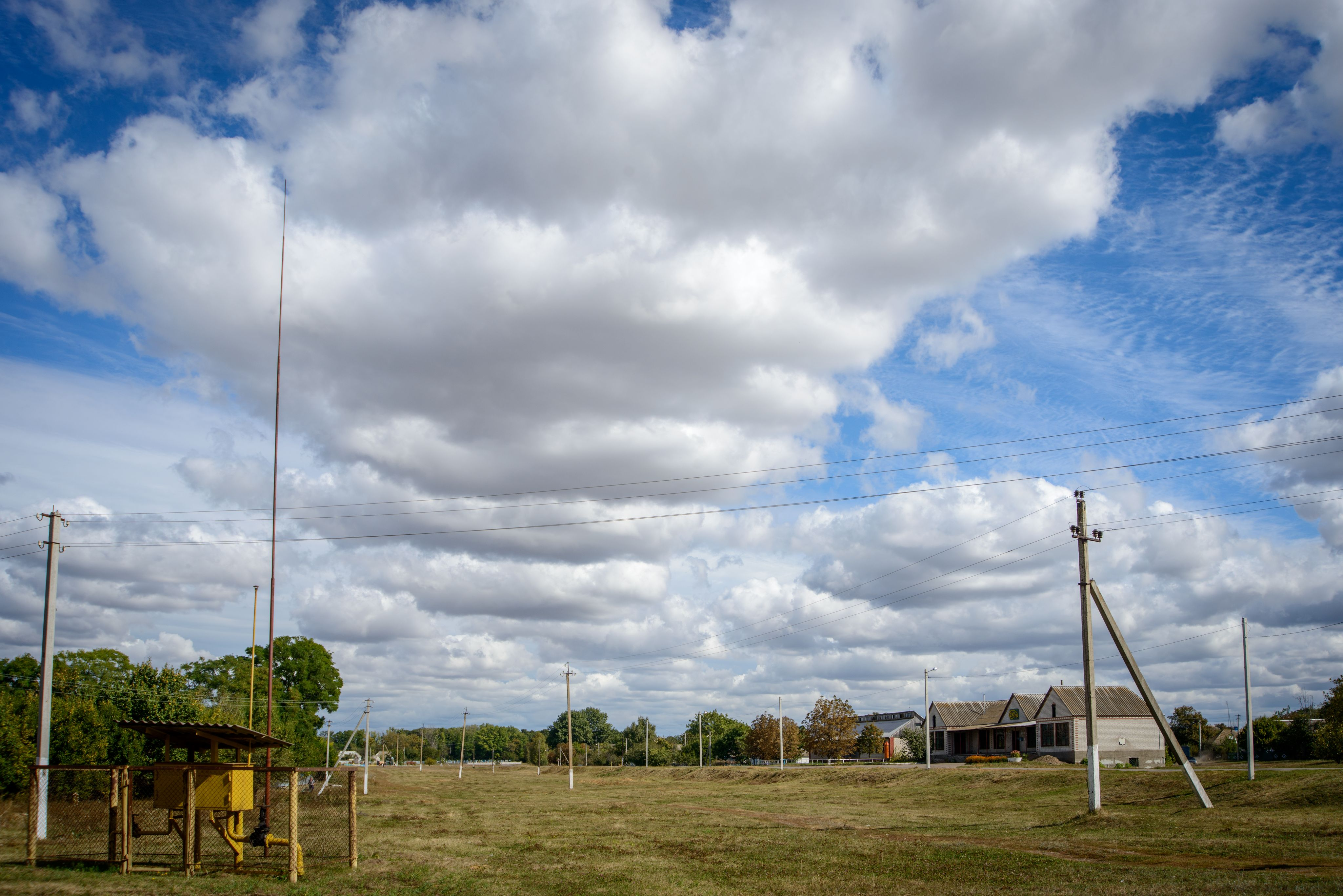
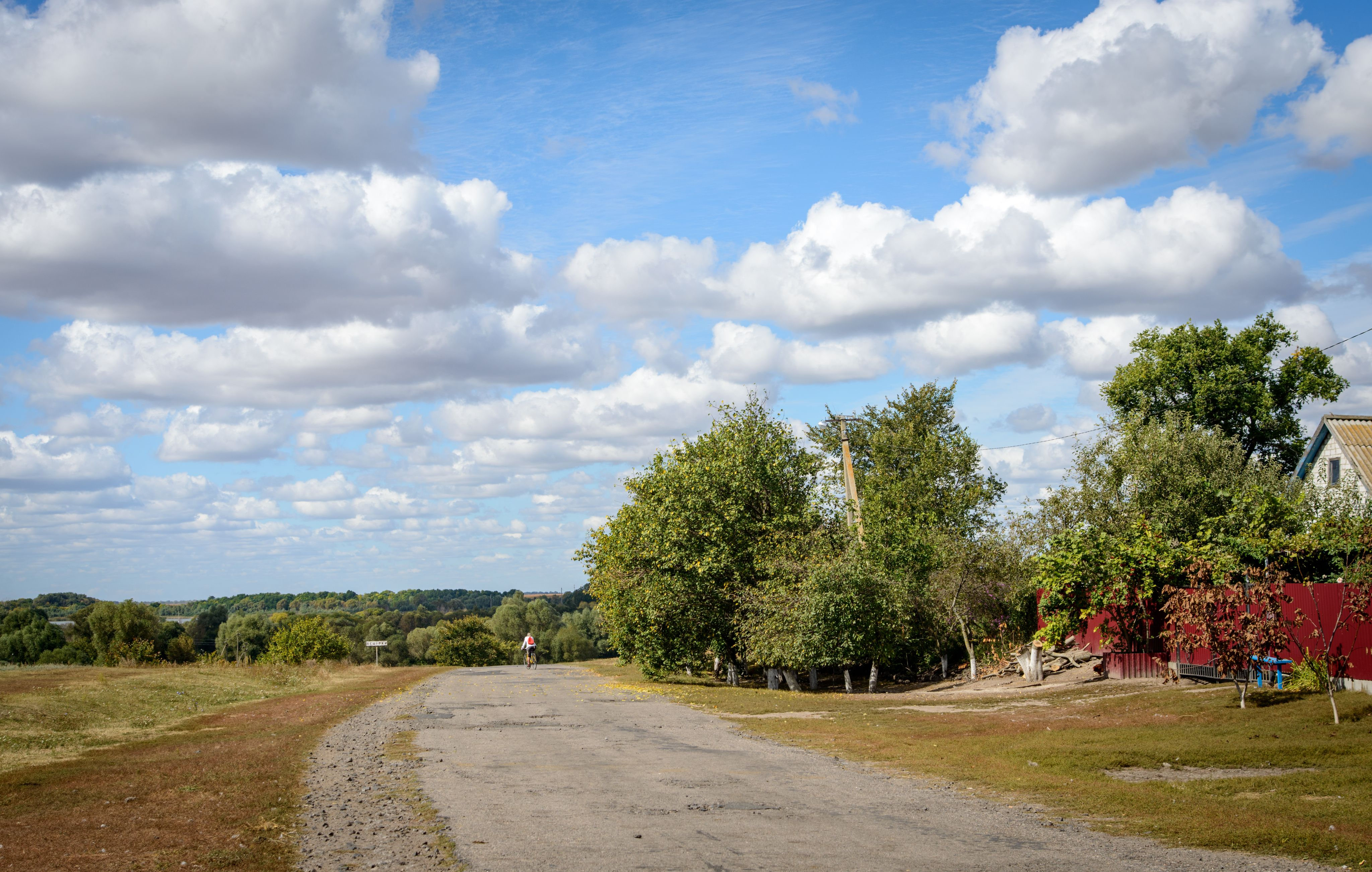
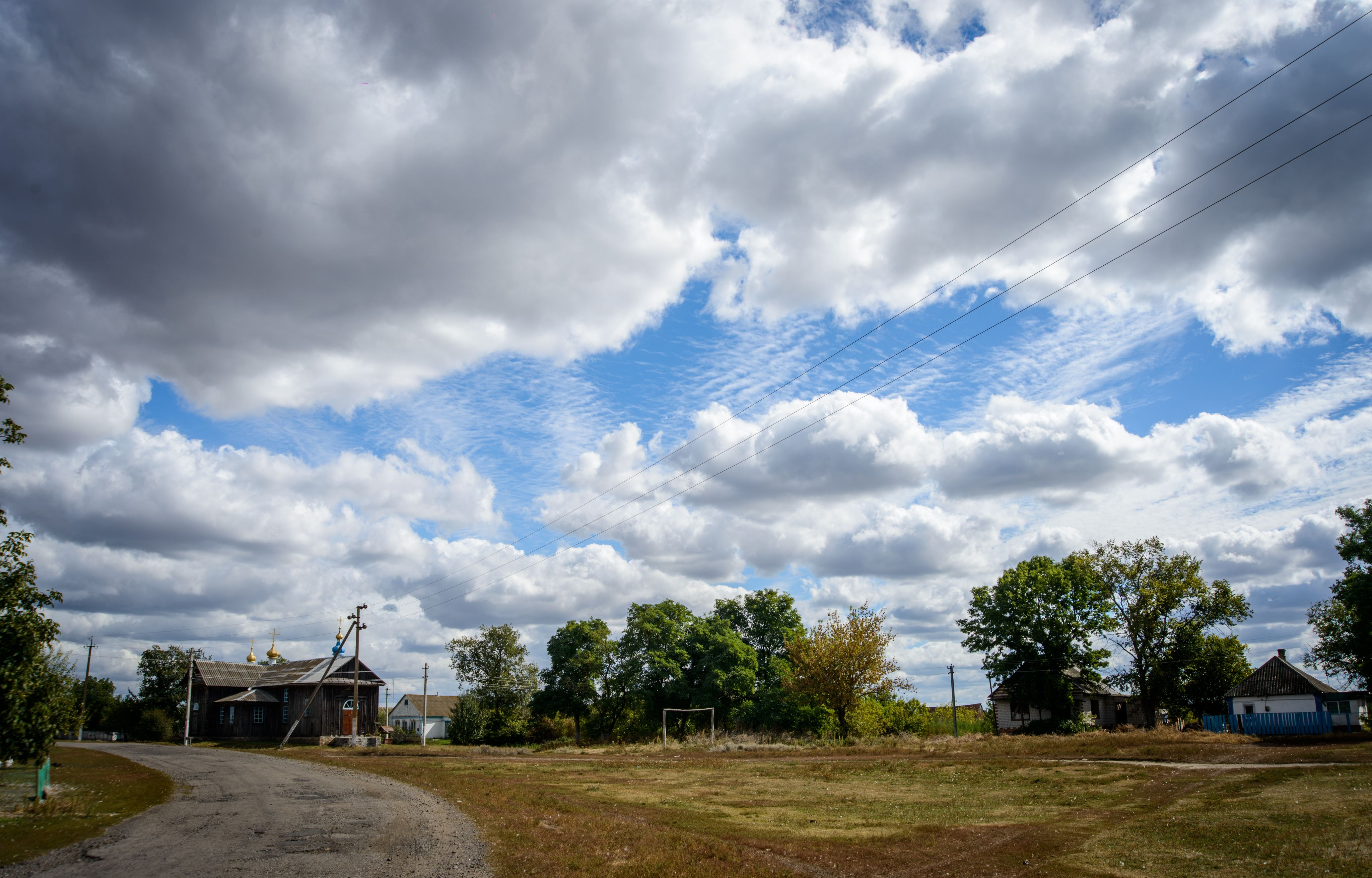
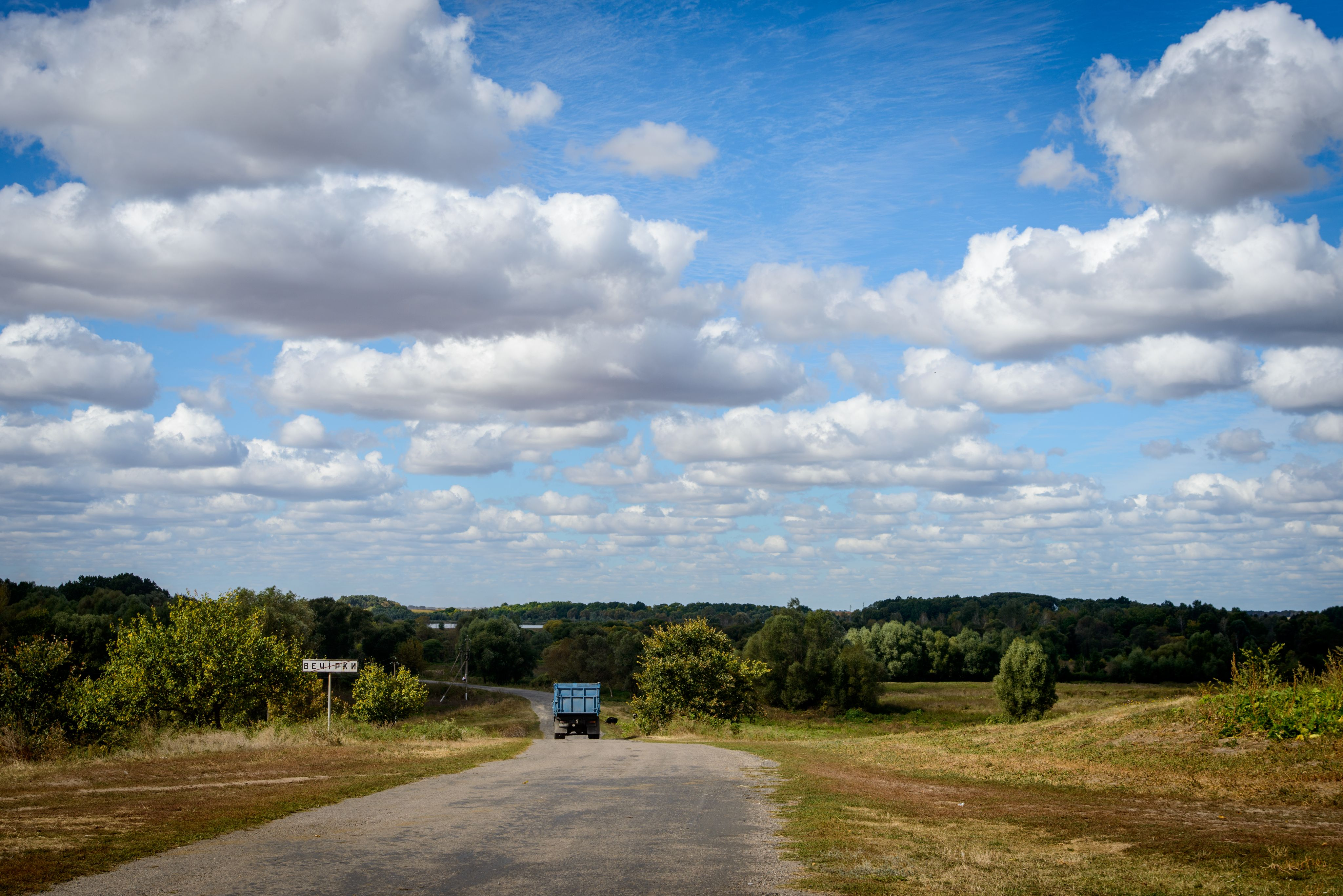
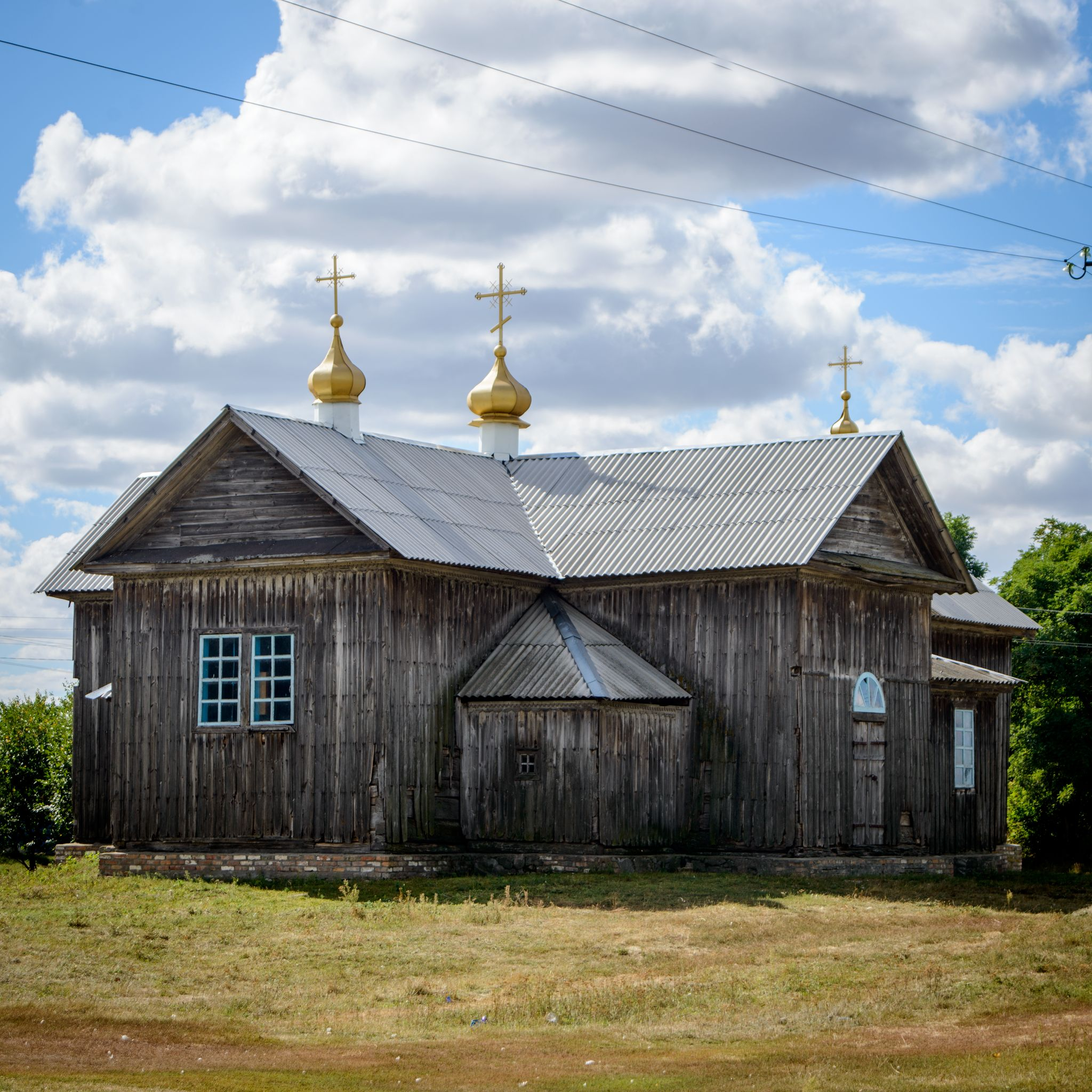
Успенська церква
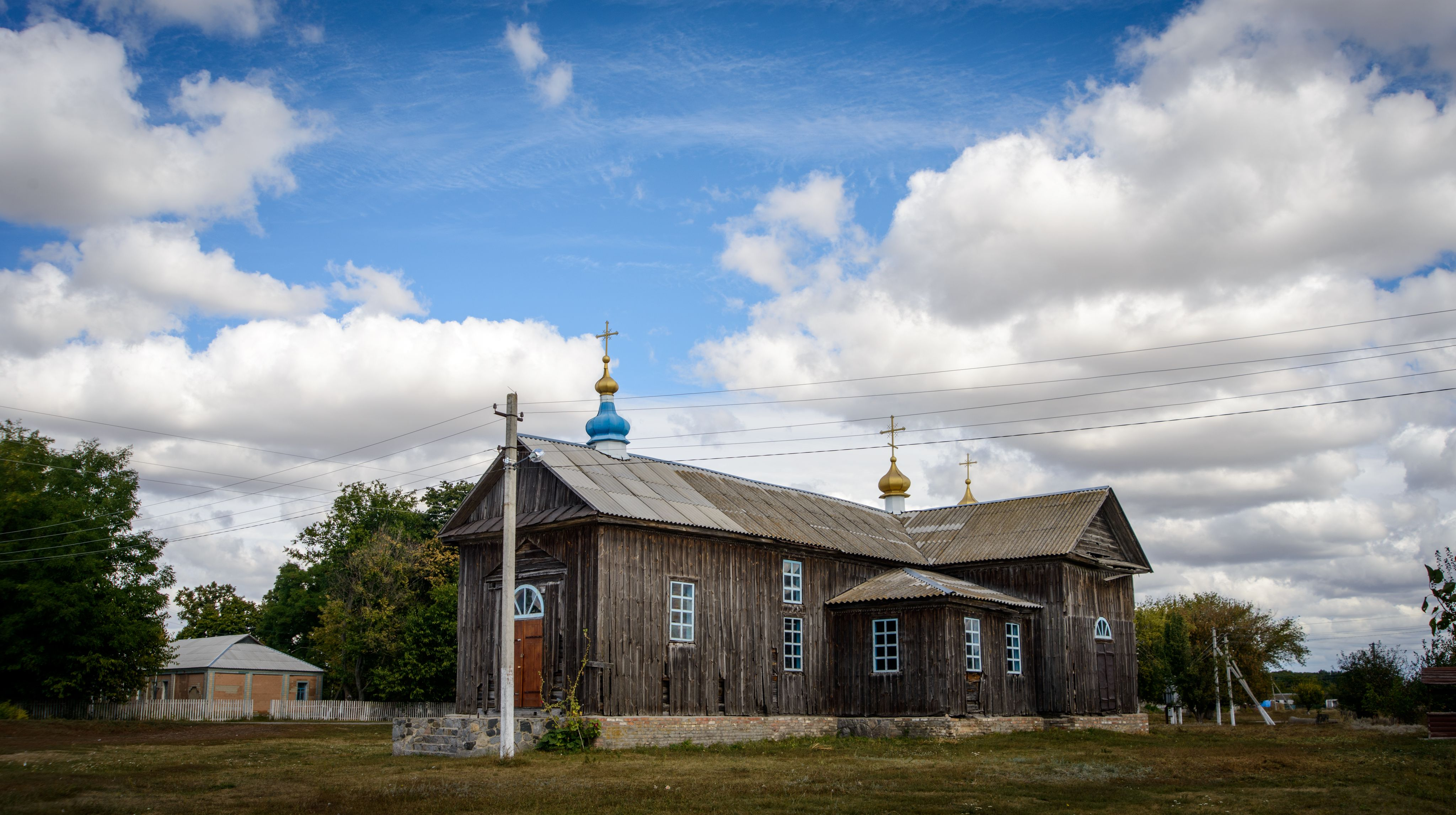
Успенська церква
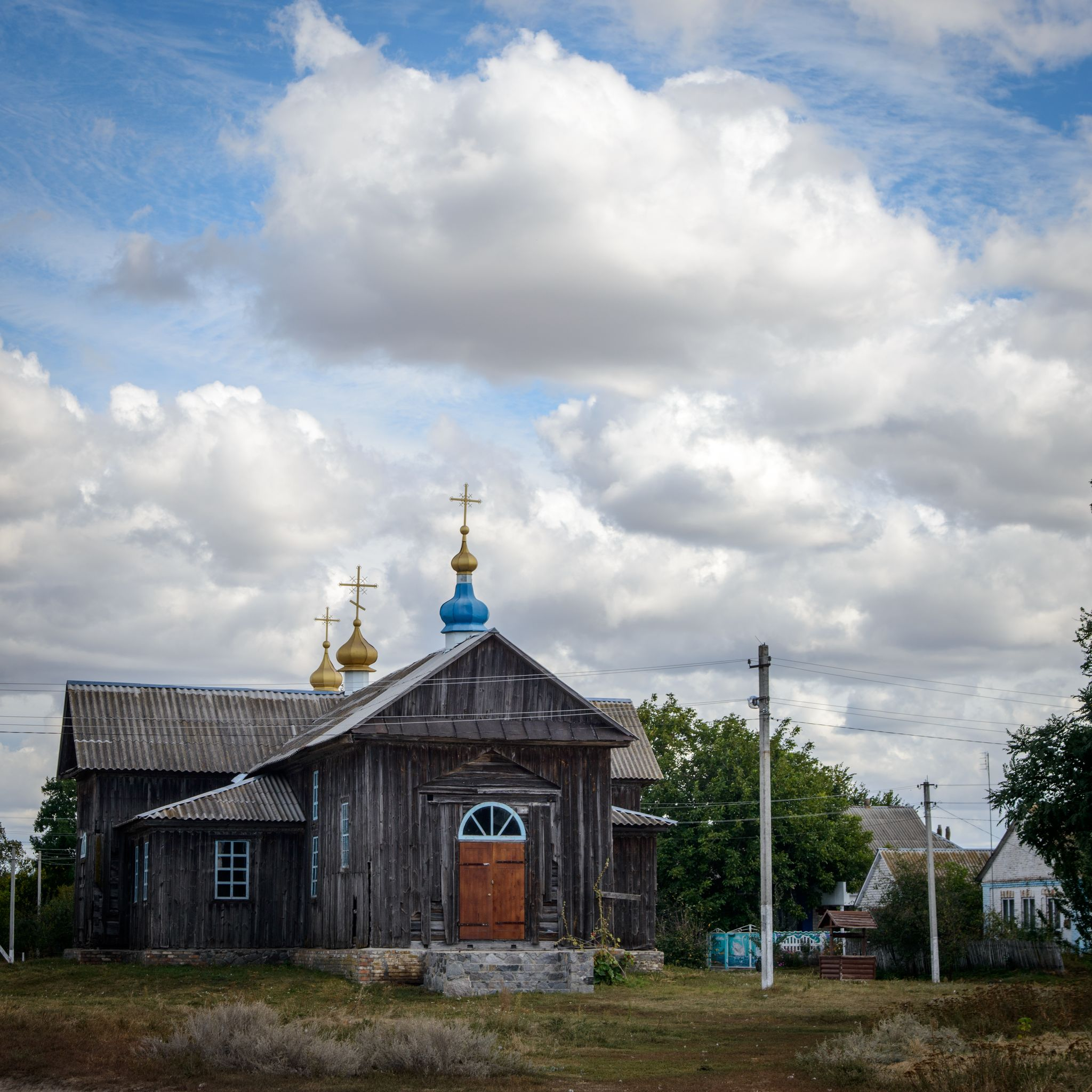
Успенська церква
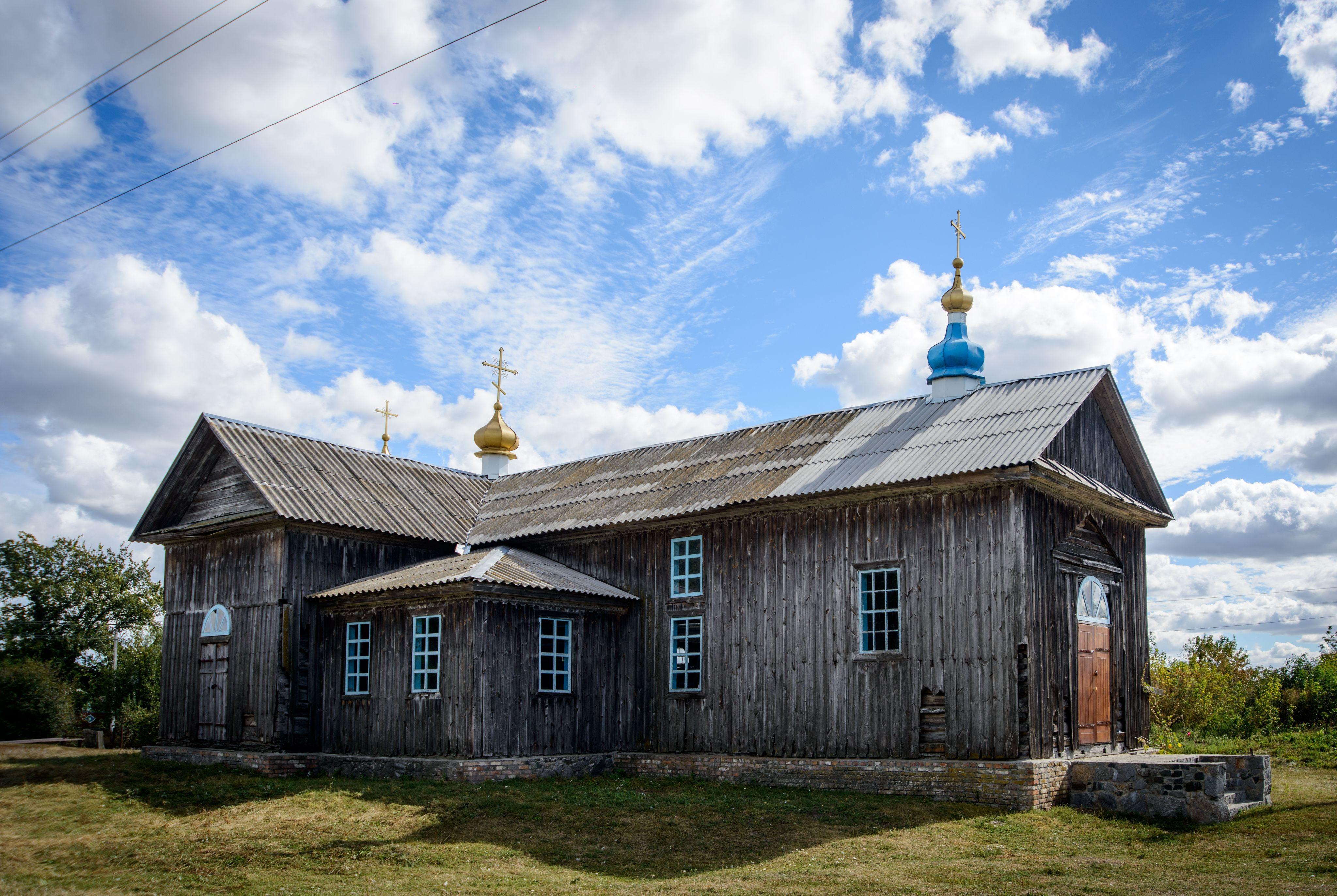
Успенська церква
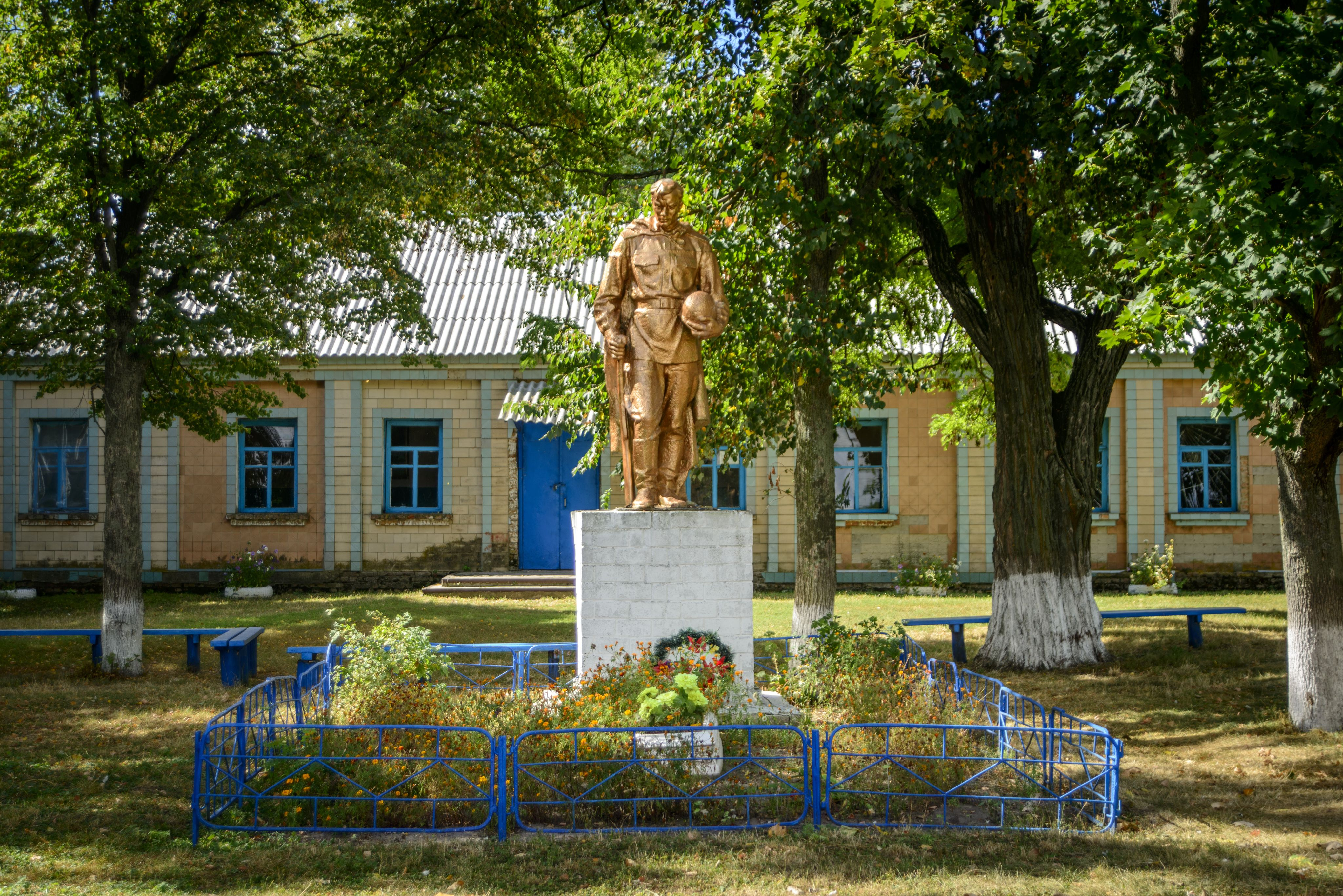
Братська могила радянських воїнів, пам’ятний знак полеглим воїнам-землякам
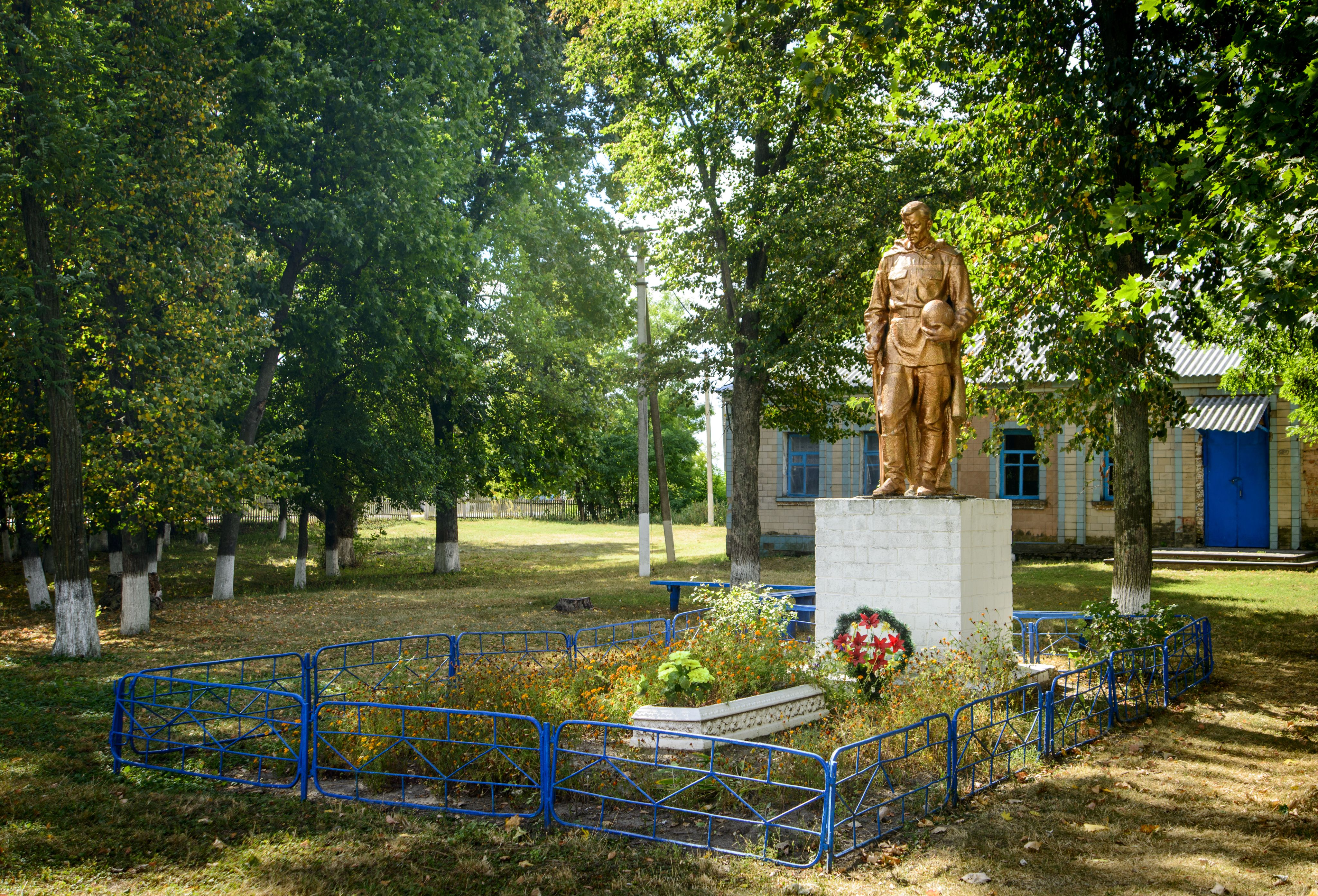
Братська могила радянських воїнів, пам’ятний знак полеглим воїнам-землякам
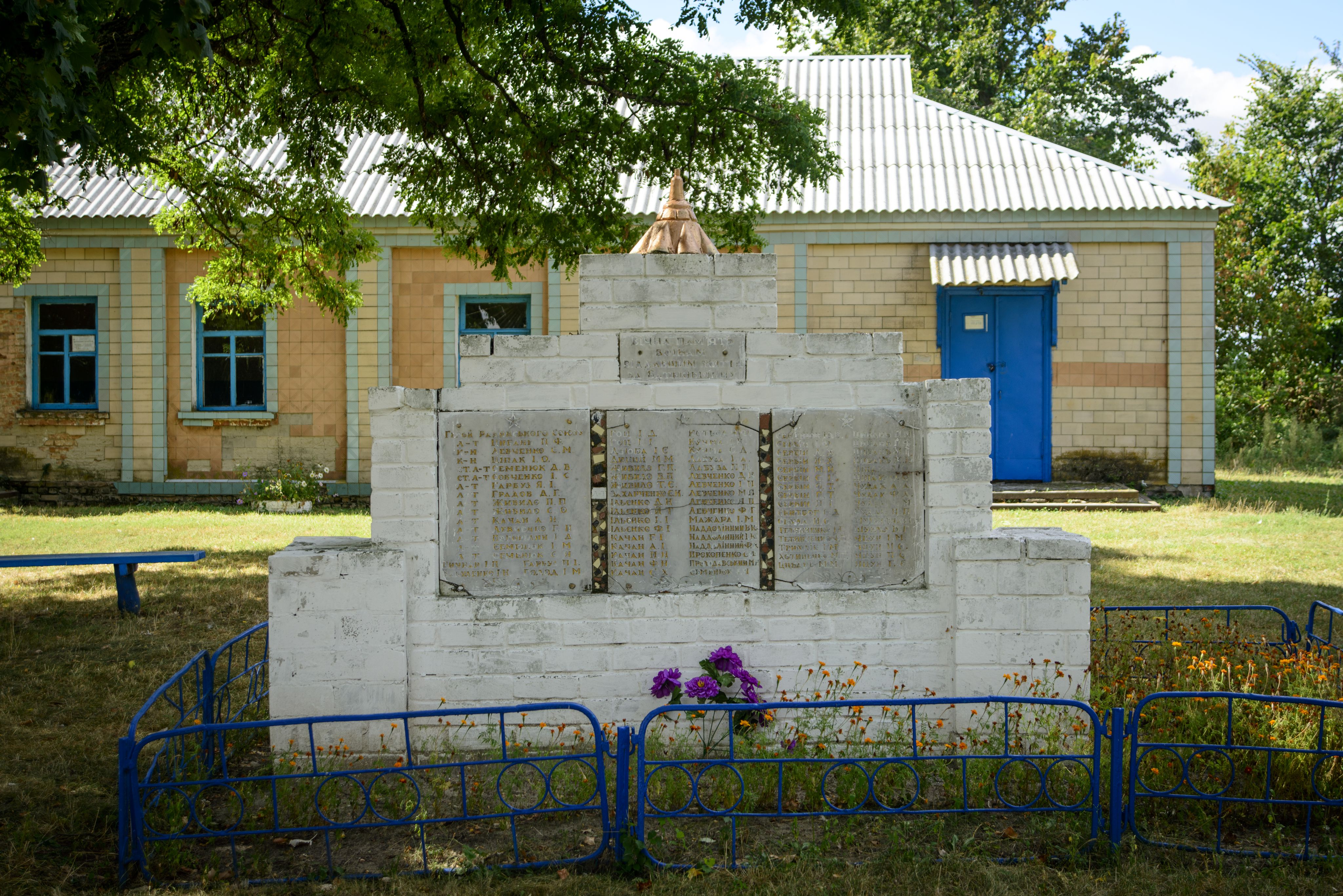
Братська могила радянських воїнів, пам’ятний знак полеглим воїнам-землякам
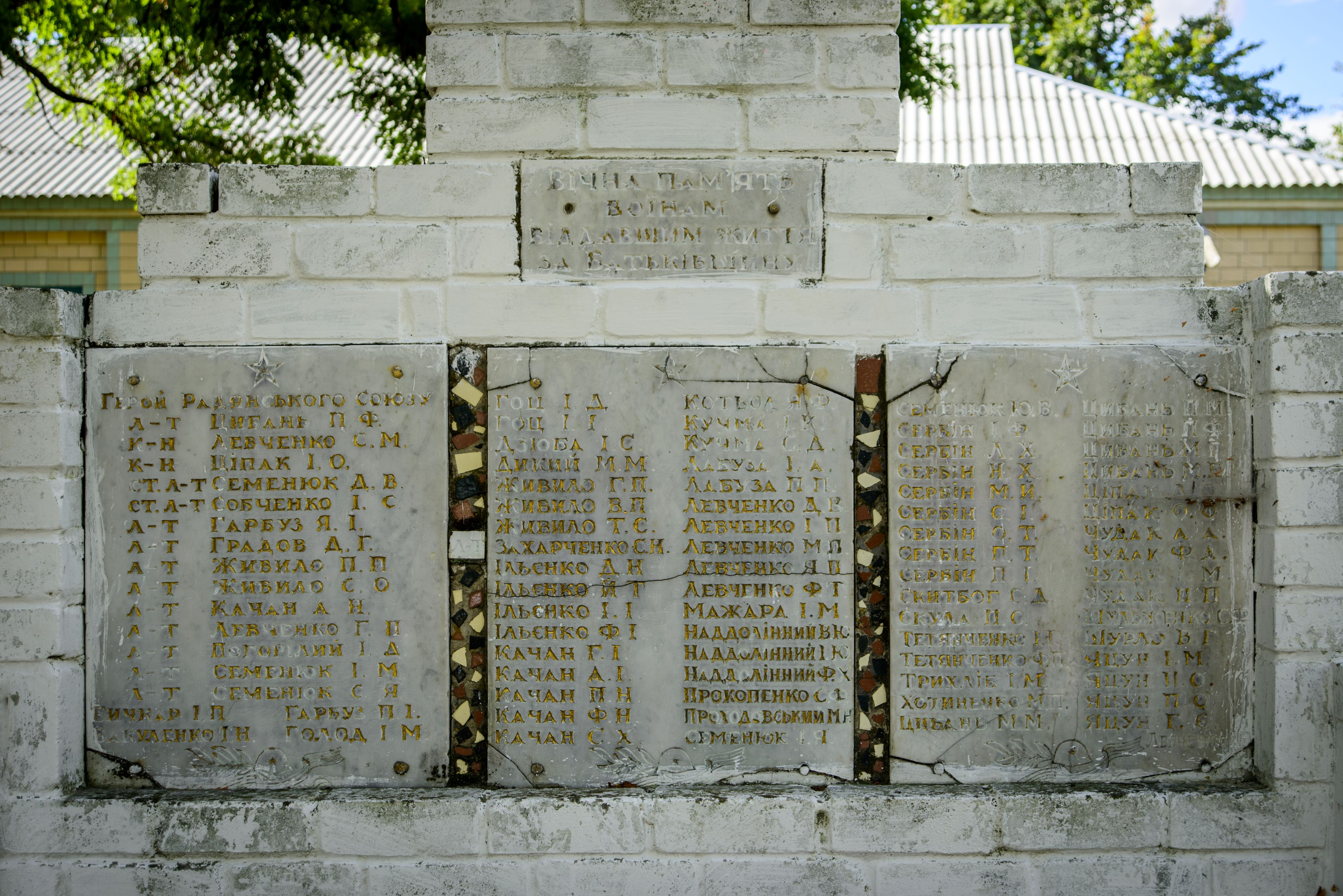
Братська могила радянських воїнів, пам’ятний знак полеглим воїнам-землякам
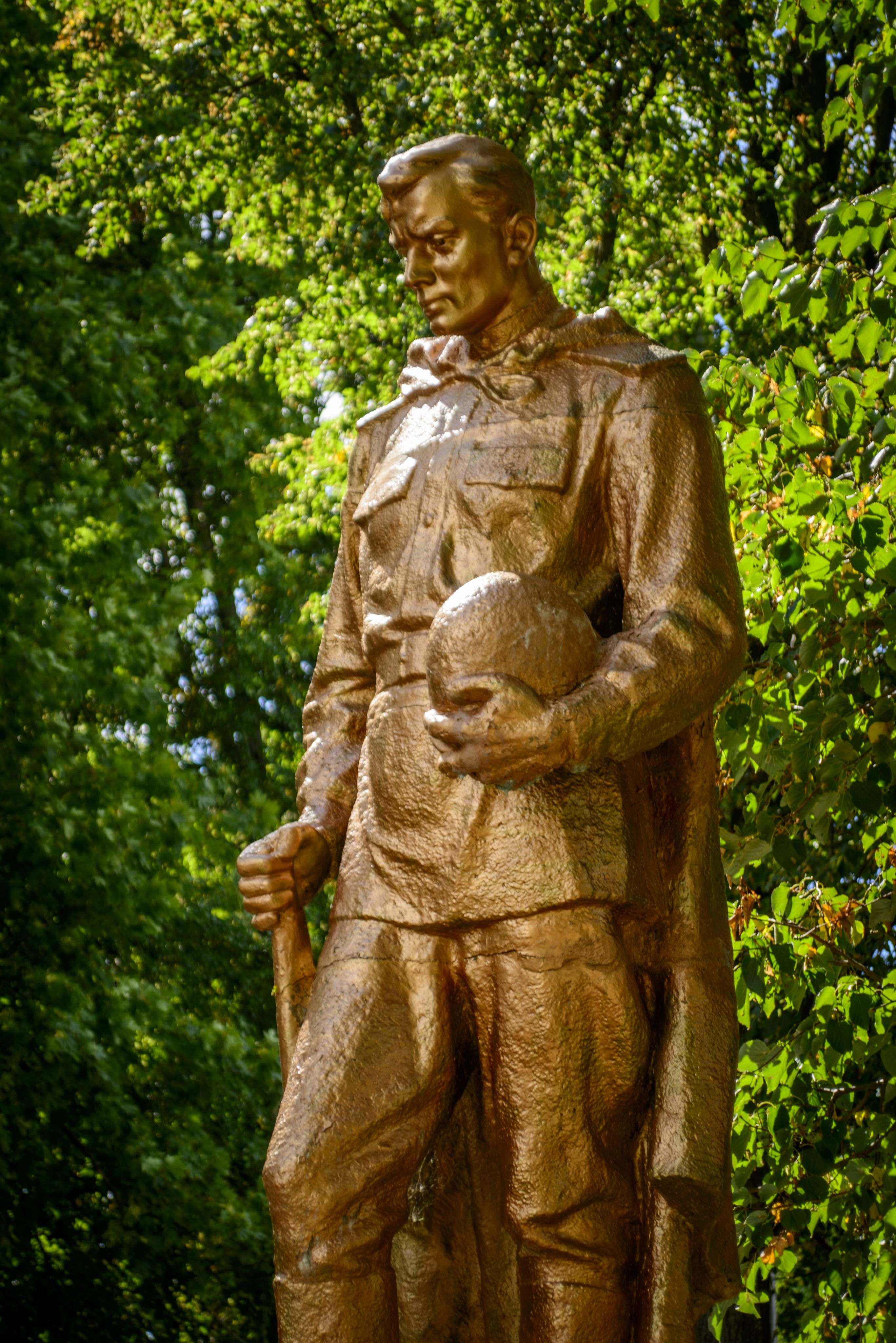
Братська могила радянських воїнів, пам’ятний знак полеглим воїнам-землякам
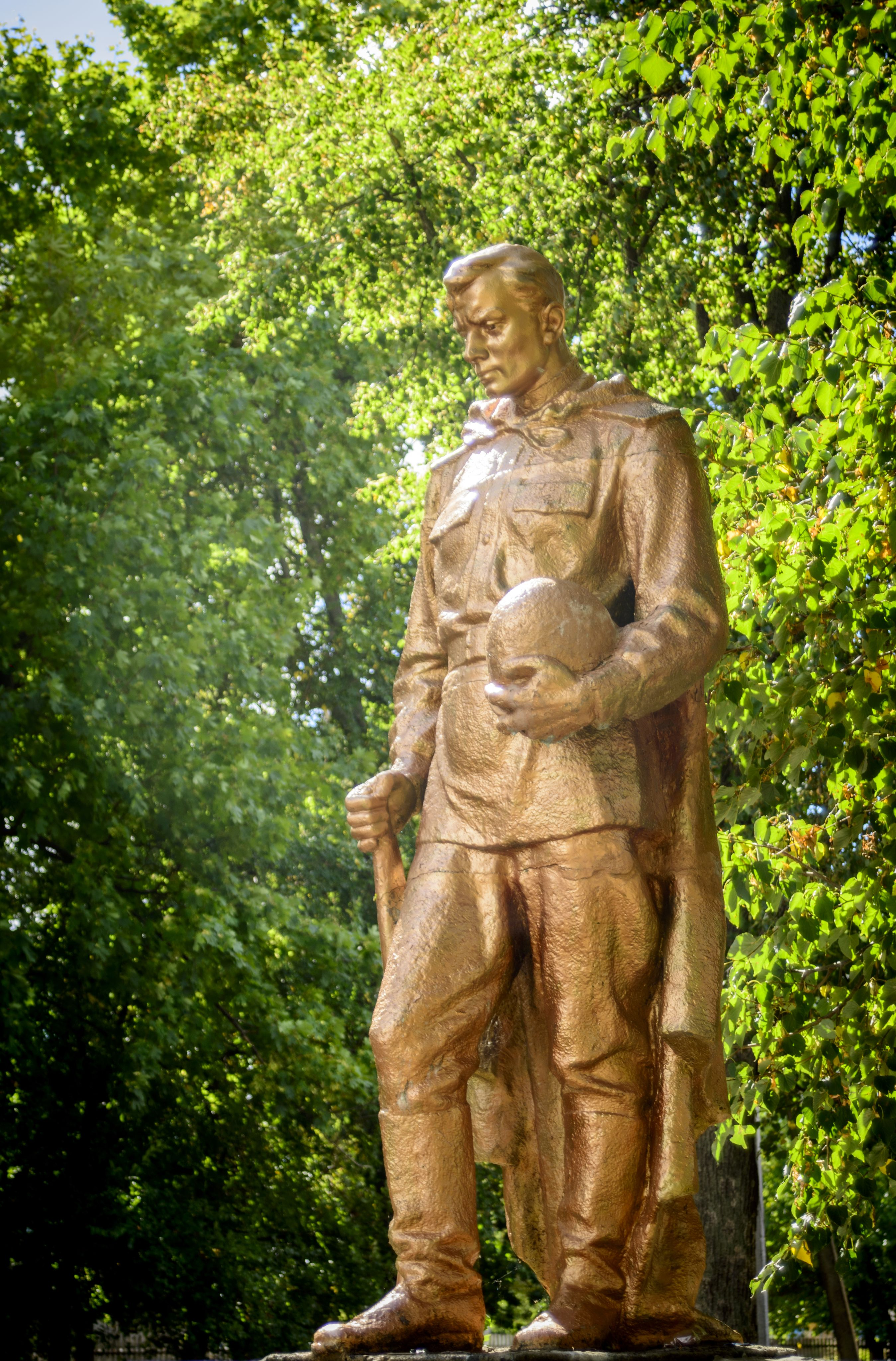
Братська могила радянських воїнів, пам’ятний знак полеглим воїнам-землякам
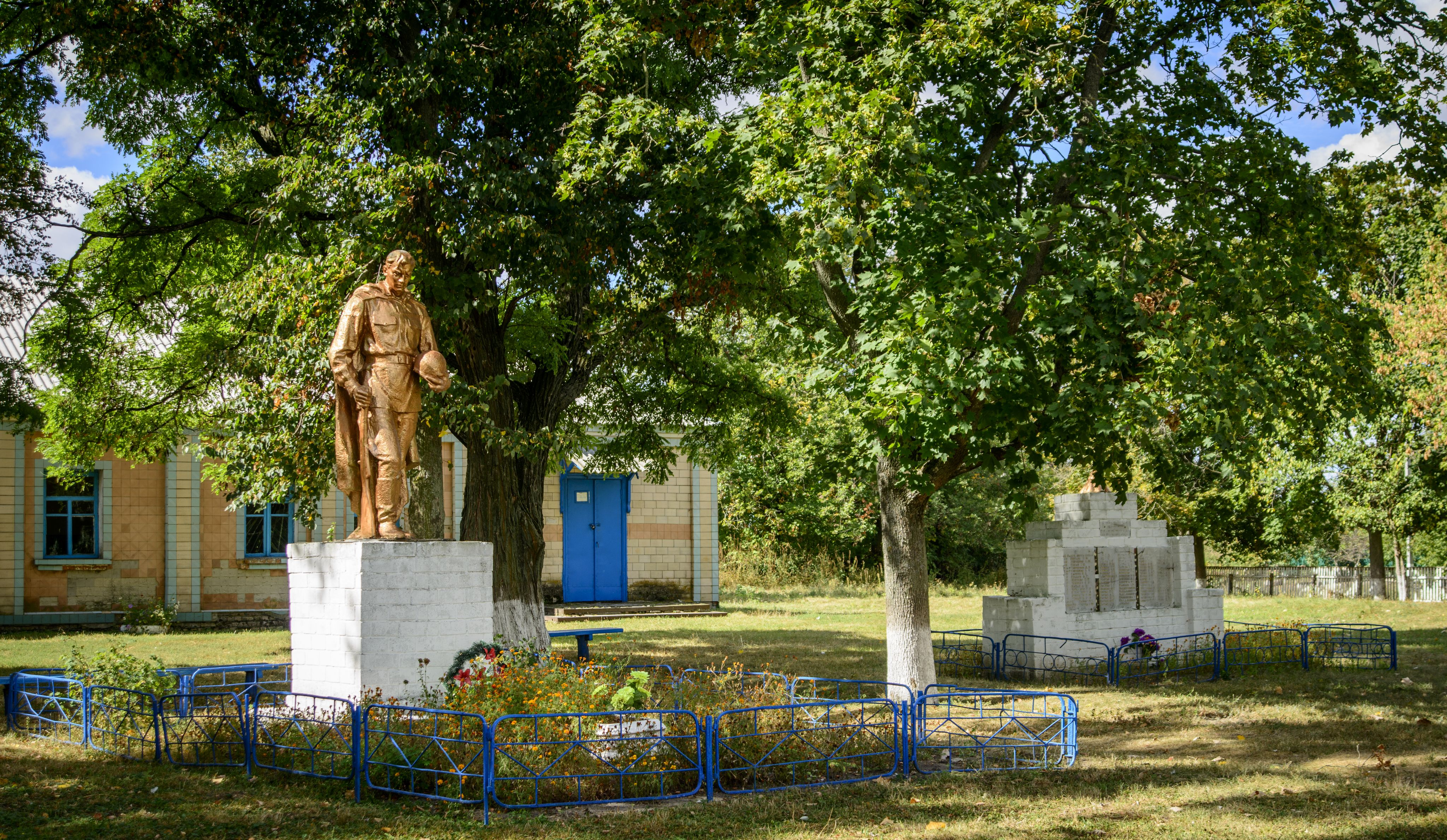
Братська могила радянських воїнів, пам’ятний знак полеглим воїнам-землякам